# Yankee
Pour les articles homonymes, voir Yankee (homonymie).

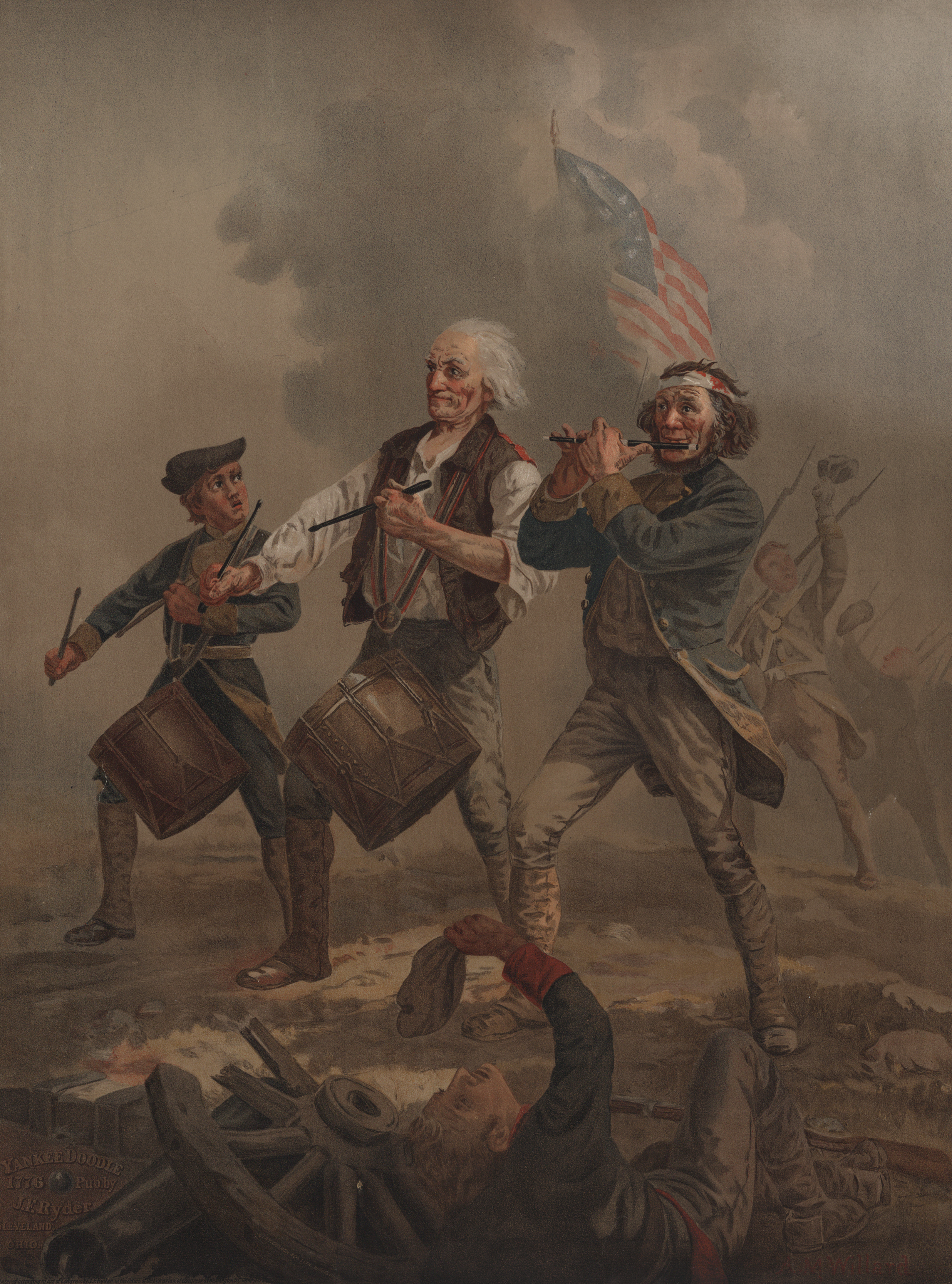
Patriotes Yankees en 1776.

Le terme « Yankee » a plusieurs significations, désignant généralement un natif ou un habitant des États-Unis ou, à l'intérieur des États-Unis, un natif ou un habitant de la Nouvelle-Angleterre.
Il est attesté pour la première fois en 1758 dans une lettre du général britannique Wolfe, qui combattait alors les Français en Amérique du Nord.

## Historique

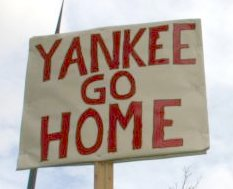
Pancarte à Liverpool pouvant se traduire par "rentrez chez vous les Yankees".

Historiquement, le terme « Yankee » a désigné successivement :
- les Américains néerlandophones descendant des Néerlandais qui, entraînés par une trentaine de familles protestantes wallonnes et flamandes[2], avaient fondé Nieuw Amsterdam (New York) et colonisé la vallée de l'Hudson, de Nieuw Amsterdam à Beverwijck (Albany)[3], territoire connu sous le nom de « Nouveaux-Pays-Bas », « Nouvelle-Néerlande » ou « Nieuw Nederland » mais apparaissant parfois sur les cartes anciennes sous le nom de « Nova Belgica », « Novum Belgium » ou « Novo Belgio »[2],[4] ;
- les habitants de la Nouvelle-Angleterre[5] ;
- les habitants de tout État du Nord-Est des États-Unis[6] ;
- les habitants des États-Unis en général[7],[5].

Selon la linguiste Nicoline van der Sijs « durant le XIXe siècle, les habitants du Sud des États-Unis commencèrent à appeler leurs voisins du Nord « Yankees », sans aucune intention amicale : cet usage culmina durant la guerre de Sécession (1861-1865) ».

## Ailleurs dans le monde
En dehors des États-Unis, le terme « Yankee » désigne tout citoyen américain de façon familière, parfois péjorative mais aussi parfois positive « grâce en partie à l'intervention américaine durant les deux Guerres mondiales du XXe siècle. ».
Au Japon, par exemple, l'emprunt lexical Yankee (ヤンキー, Yankii) désigne, dans sa connotation péjorative, un jeune délinquant, une « racaille » (au sens populaire du terme) ou un quelconque criminel de petite envergure[réf. nécessaire].

## Origine et étymologie
De nombreuses hypothèses ont été formulées quant à l'origine du mot « Yankee ». Le linguiste Henry Louis Mencken aurait recensé seize étymologies différentes qui ont été suggérées pour ce mot au cours du temps.
Trois de ces hypothèses reposent sur le fait que les Néerlandais avaient colonisé la vallée de l'Hudson de Nieuw Amsterdam (New York) à Beverwijck (Albany) et font remonter le mot « Yankee » à des prénoms néerlandais ou à un surnom donné aux Néerlandais :
- selon Michael Quinion[3], le mot « Yankee » dériverait du surnom néerlandais « Janneke » ou « Janke » (« Petit Jean », forme diminutive du prénom « Jan »), qui était également utilisé comme patronyme. Selon ces auteurs, après que les Anglais eurent pris le contrôle de la vallée de l'Hudson en 1664, les familles « Janke » de cette région commencèrent à écrire leur nom « Yanke » pour éviter que les Anglais ne déforment leur nom de famille, le « J » se prononçant « Y » en néerlandais mais pas en anglais, où il se prononce « DJ » comme dans « John ». Le patronyme « Yanke » fut ensuite anglicisé en « Yankee » et devint le surnom des américains néerlandophones à l'époque coloniale. On trouve encore aujourd'hui dans la vallée de l'Hudson des familles portant les patronymes « Yanke » et « Janke ».
- selon certains linguistes comme Nicoline van der Sijs, « Yankee » dériverait du prénom néerlandais Jean-Cornelius, Kees étant le diminutif de Cornelius « Jan-Kees » en fut dérivé[1],[8],[9]. ou plus exactement des trois prénoms Jan (Jean), Cornelisz (Cornelius) et Jan Cornelisz (Jean-Cornelius), bien représentés parmi les immigrants néerlandais arrivés entre 1621 et 1664 : selon van der Sijs « il est très concevable que les Anglais de Nouvelle-Angleterre dénommaient de façon méprisante les Hollandais de la colonie voisine de Nouvelle-Néerlande comme étant les « Jannen en Kezen » (les Jean et les Cornelius) ou les « Jan-Kezen ». Après que les Anglais aient annexé la Nouvelle-Néerlande (...) le nom « Jan-Kezen » continua à être utilisé mais pour désigner cette fois toute la population de Nouvelle-Angleterre, en ce compris sa composante anglophone : « Jan-Kezen » devint « Yankees ». »[10] ;
- une hypothèse émise par Logeman en 1929 « ne considère pas « Jan-Kees » comme étant un prénom double mais comme une variante de « Jan-Kaas » qui se traduit littéralement par « John Cheese » (« Jean fromage ») et est un terme général pour désigner un Néerlandais, quelqu'un venant du pays du fromage »[11].

Trois autres hypothèses attribuent au mot une origine amérindienne :
- Nicoline van der Sijs rapporte qu'« en 1775, il a été suggéré que le mot dérivait du nom d'une tribu amérindienne, les Yankoos, qui signifait prétendument « les invincibles », mais ce nom n'a jamais été trouvé »[5] ;
- selon van der Sijs, un officier britannique suggéra en 1789 que le mot viendrait du mot eankke (« lâche ») par lequel les autochtones Cherokee auraient désigné les colons de la Nouvelle-Angleterre qui n'auraient pas aidé les Amérindiens durant la guerre d'indépendance des États-Unis, mais l'autrice estime que cet officier ne peut pas être considéré comme objectif car il avait lui-même participé à cette guerre du côté britannique[5] ;
- enfin, et toujours selon van der Sijs, « en 1822, il a été suggéré que le mot était une altération du mot English, tel que prononcé par les Amérindiens septentrionaux »[5].

## Graphie
On trouve parfois, quoique rarement, la graphie francisée « yanqui » comme dans les livres et articles de l'écrivain, comparatiste et critique français René Étiemble.
La graphie yanqui provient de l'espagnol, qui en fait beaucoup usage dans la raillerie.

## Aphorisme
Un aphorisme attribué à E. B. White offre les distinctions suivantes :
| To foreigners, a Yankee is an American. To Americans, a Yankee is a Northerner. To Northerners, a Yankee is an Easterner. To Easterners, a Yankee is a New Englander. To New Englanders, a Yankee is a Vermonter. And in Vermont, a Yankee is somebody who eats pies for breakfast. | Pour les étrangers, un Yankee est un Américain. Pour les Américains, un Yankee est un Nordiste. Pour les Nordistes, un Yankee est quelqu'un de la côte Est. Pour ceux de la côte Est, un Yankee est un habitant de la Nouvelle-Angleterre. Pour ceux de la Nouvelle-Angleterre, un Yankee est un habitant du Vermont. Et dans le Vermont, un Yankee est quelqu'un qui mange des tartes au déjeuner. |